# Aeropuerto de Almeirim
Aeropuerto de Almeirim (IATA: GGF, OACI: SNYA) es el aeropuerto que sirve Almeirim, ubicado en el Estado de Pará en Brasil.

## Aerolíneas y destinos
| Aerolíneas              | Destinos             |
| ----------------------- | -------------------- |
| Azul Brazilian Airlines | Belém, Monte Dourado |

## Acceso
El aeropuerto se encuentra 5 km (3 mi) al norte de Almeirim.